# Jerebić
Jerebić – wieś w Chorwacji, w żupanii zagrzebskiej, w mieście Velika Gorica. W 2011 roku liczyła 41 mieszkańców.